# Húc Liệt Ngột
Húc Liệt Ngột (tiếng Mông Cổ: ᠬᠦᠯᠡᠭᠦ; k. 1217 – 8 tháng 2 năm 1265) là một Hãn vương của Mông Cổ. Ông là em ruột của Mông Kha và Hốt Tất Liệt, con trai của Đà Lôi, cháu nội của Thành Cát Tư Hãn. Húc Liệt Ngột được Mông Kha giao nhiệm vụ chinh phạt vùng Ba Tư và Tây Á. Năm 1258, Húc Liệt Ngột đánh chiếm thành Bagdad và thảm sát dân xứ này, sau đó hành hình Khalip al-Musta'sim của nhà Abbasid. Năm 1260, tướng của Húc Liệt Ngột phái quân sang chống Ai Cập nhưng bị thất bại trước quân nhà Mamluk của Ai Cập tại Ain Jalut. Về sau Húc Liệt Ngột trở về làm Hãn của Hãn quốc Y Nhi Ba Tư.

## Thân thế và gia quyến
Húc Liệt Ngột chào đời khoảng năm 1217, là con trai thứ ba của hoàng tử Mông Cổ Đà Lôi và bà vợ chính thất Toa Lỗ Hòa Thiếp Ni. Ông có hai người anh trai ruột là Mông Kha (s. 1209) và Hốt Tất Liệt (s. 1215), cùng một người em trai út là A Lý Bất Ca. Không tồn tại ghi chép chi tiết nào về thời ấu thơ hoặc niên thiếu của Húc Liệt Ngột, ngoại trừ một giai thoại được kể lại trong cuốn Jami' al-tawarikh của sử gia Ba Tư Rashid al-Din: cậu bé Húc Liệt Ngột khi mới tám tuổi và anh trai Hốt Tất Liệt mười tuổi đã mừng rỡ khoe khoang thành tích săn bắn với ông nội Thành Cát Tư Hãn sau khi vị này trở về từ cuộc tây chinh Khwazarm.
Một khi đủ tuổi, Húc Liệt Ngột cưới người vợ đầu tiên kiêm chính thất tên Quý Do của thị Oirat – bà này là con gái ruột của hoàng nữ Xà Xà Cán (chị ruột của Đà Lôi), tức cháu gái (gọi bằng ông ngoại) của Thành Cát Tư Hãn và vì vậy là chị họ của Húc Liệt Ngột theo tôn ti gia đình. Khả đôn Quý Do sinh cho chồng một người con trai tên Jumghur và một người con gái tên Buluqan Aqa. Sau cái chết yểu mệnh của Quý Do, Húc Liệt Ngột lấy Qutui của thị Hoằng Cát Lạt và em gái chung nửa dòng máu của vợ cũ là Öljei làm vợ.

## Sự nghiệp

### Đại nghịKurultainăm 1251
Cùng với những người anh em ruột, Húc Liệt Ngột tham dự kurultai năm 1251 bên sông Kherlen và ủng hộ việc anh trai cả Mông Kha nối ngôi khả hãn Quý Do sau khi vị này đột ngột băng hà vài năm trước đó.

### Bình định Trung Đông (1253–1260)
Trong những năm 1252–53, Khả hãn Mông Kha khởi động một loạt các chiến dịch quân sự – chính sách vốn bị đình hoãn dưới đời Quý Do – nhằm củng cố quyền kiểm soát đối với những vùng lãnh thổ chưa hoàn toàn sáp nhập, cũng như khẳng định ngai vị của bản thân sau một loạt các tranh chấp hậu cung với tôn thất bên chi họ Sát Hợp Đài và Oa Khoát Đài. Húc Liệt Ngột, với tư cách là em trai ruột của Khả hãn, được ban tước ilkhan (n.đ. 'thân vương, phó cấp của Khả hãn'), đảm nhận sứ mệnh bình định Trung Đông. Nhiệm vụ trước mắt của ông là lùng diệt các thành trì Nizāriyya của hội Assassin trên dãy Alborz và Quhistan – chi phái Hồi giáo mà trước đó đã quy thuận Thành Cát Tư Hãn và dường như hợp tác cho tới những năm 1240, về sau trở nên tự trị rồi gây hiềm khích với Mông Cổ nói riêng và lân bang nói chung. Ngoài ra, ông cũng được lệnh thâu phục khalip al-Musta'sim của nhà Abbas đóng đô tại Baghdad, cũng như các tộc Lur và Kurd ở Shahrazūr.
Bởi Mông Kha đã biên chế phần lớn thân binh trung thành với chi họ của mình tại quê nhà cho cuộc xâm lược Nam Tống quy mô hơn, Húc Liệt Ngột chỉ nhận được không quá 1/5 lính bản bộ và phải sử dụng đến quân sĩ nằm ngoài quyền cai quản của chi họ – tức từ gia hộ của anh em bên chi họ Oa Khoát Đài, Sát Hợp Đài, và Truật Xích. Một số sử gia như Thomas T. Allsen không để ý đến điều này mà kết luận rằng: ngoài những nhiệm vụ đã nêu bên trên, mục đích của Húc Liệt Ngột khi thực hiện chiến dịch này còn là kiến tạo cơ sở quyền lực của riêng chi họ Đà Lôi tại Iran, nhằm lấn lướt lợi ích của các chi họ Thành Cát Tư khác trong tương lai gần. Song, như sử gia Micheal Hope đã chỉ ra, quá nửa lực lượng của Húc Liệt Ngột có lòng trung thành mập mờ với ông nói riêng và chi họ Đà Lôi nói chung, và bản thân ông cũng đã được lệnh trở về Mông Cổ một khi chiến dịch kết thúc.
Ngoài binh lính Mông Cổ, đinh tráng người Khiết Đan, Mãn Châu, Đột Quyết cũng được biên chế vào đội quân viễn chinh này; đặc biệt hơn hết là sự tham gia của một "vạn hộ" công binh người Hán sở hữu tài nghệ chế tạo máy lăng đá, bắn tên, thậm chí hỏa khí chứa thuốc súng, dự để triệt hạ các thành trì kiên cố ở Trung Đông. Nhằm đảm bảo có đủ đồng cỏ cho gia súc gặm, các tamma (n.đ. 'quân trấn nhậm') ở biên giới phía tây được lệnh di dời: noyan Baiǰu đóng tại Azerbaijan, tuy bất mãn, vẫn phải tản cư sang Tiểu Á để nhường chỗ cho quân của Húc Liệt Ngột. Tướng Kitô giáo Ket-Buqa được lệnh cầm 12.000 tiền quân tiến vào Iran trước.

#### Chiến dịch Alamut – Baghdad
Tháng 2 năm 1253, Húc Liệt Ngột trở về ordu của mình để sửa soạn cho cuộc viễn chinh Iran; mùa thu năm sau, ông xuất chinh từ Karakorum, đại đô của Đế quốc Mông Cổ. Không rõ lộ trình chi tiết của đạo quân này song một số chặng dừng tiêu biểu vẫn được sử sách ghi lại. Hè năm 1255, Húc Liệt Ngột cho quân kị nghỉ ở Almalyk thuộc ulus Sát Hợp Đài; nhiếp chính Mông Cổ sở tại là Khả Đôn Orqina khao vị hãn nhiều bữa ăn rất hậu. Đạo quân rời đi vào một thời điểm không rõ, đặt chân đến Samarkand vào tháng 10, ngơi nghỉ 40 ngày rồi đi Kish (nay là Shahrisabz). Ngày 1 tháng 1 năm 1256, quân Mông vượt sông Amu Darya, tránh trú bão tuyết tại Shiburghan. Theo Rashid al-Din, ngay khi hay tin đại quân Mông Cổ kéo đến ngạn Ba Tư của Amu Darya để trừng phạt hội Assassin, các lãnh chúa của Rūm, Fars, Iraq, Azerbaijan, Arran, Shirvan và Gruzia lập tức cử sứ giả đến minh xác lòng trung thành và tiếp tế binh lực.
Tháng 5 năm 1256, Húc Liệt Ngột đoạt thành Tun tại Quhistan. Tiếp theo, quân Mông ghé qua Tus để thu thập lương thảo và đánh chén yến tiệc, xong đến Bistam vào ngày 2 tháng 9, rồi Maymun Diz – hang ổ đầu não của hội Assassin – vào ngày 7 tháng 11. Ba tümen Mông Cổ của ulus Truật Xích được cử sang tăng viện cho Húc Liệt Ngột.

## Phụ chú
1. ↑  Rashid al-Din khẳng định Húc Liệt Ngột vẫn còn ở bên cạnh vợ khi bà đột ngột qua đời tại Mông Cổ, tức là trước thời điểm ông xuất hành đi đánh Trung Đông. Sử gia Bar Hebraeus (1226–1286) thì lại ngụ ý rằng Khả đôn Quý Do mất vào thời điểm nào đó sau năm 1253.[4]
2. ↑  Hầu hết các sử phẩm về sau cho rằng năm xuất chinh là 1253 song theo sử gia Jason Smith Jr. (2006) thì đây nhiều khả năng là sai lầm dựa trên ghi chép của Rashid al-Din.
3. ↑  Các sử liệu của Rashid al-Din và Juvayni đều cho rằng ngày đoạt thành Tun là Rabi I theo Lịch Hồi giáo, tức ngày 29 tháng 3 theo Dương lịch.